# Alfredo Pacini
Alfredo Pacini (Capannori, 10. veljače 1888. – Rim, 23. prosinca 1967.) bio je talijanski kardinal Katoličke Crkve. Služio je kao nuncij u Švicarskoj od 1960. do 1967., a kardinalom je imenovan 1967. godine.
Dana 23. travnja 1946., Pacinija je papa Pio XII . imenovao nuncijem na Haitiju i Dominikanskoj Republici i naslovnim nadbiskupom Germije. Za biskupa je posvećen 11. lipnja od nadbiskupa Angela Roncallija.
Papa Pavao VI. imenovao ga je kardinalom-svećenikom crkve Santi Angeli Custodi a Città Giardino na konzistoriju 26. lipnja 1967. Pacini je umro u Rimu u dobi od 79 godina i pokopan je u obiteljskoj grobnici u Capannoriju.